# Plaça de sa Mora
La plaça de sa Mora, originalment anomenada del Carril, és una plaça de la ciutat Manacor. Està situada davant l'estació ferroviària i connecta l'avinguda d'es Tren amb el carrer de Lleó XIII. Situada en un extrem hi destaca la font de sa Mora, l'obra d'estil modernista més remarcable i important de la plaça i de la ciutat. Es tracta d'un conjunt arquitectònic culminat amb una escultura que representa a una dona amb un fanal.

## Història
A finals del segle XIX es produí un augment demogràfic que suposà la creació dels primers eixamples de Manacor. Vinculat amb l'arribada del tren el 1879, la ciutat experimentà un procés d'urbanització al voltant de l'estació ferroviària. La manca d'espai públic dels nous eixamples afavoriren la creació de noves places i passejos públics, com és el cas de la plaça de sa Mora.
Encara que el projecte municipal data de l'any 1874, la plaça no va ser inaugurada fins al 23 de juliol de l'any 1911. Aquell mateix dia, el rector beneí també la nova font, anomenada de sa Mora, tot i que ho va fer de mala gana ja que, segons ell, el conjut escultòric femení ''mostrava massa pell per poca roba''. Els diversos noms que ha rebut la plaça són: del Carril, León XIII i General Goded.

### Font de sa Mora
La font de sa Mora és l'obra d'estil modernista més important de la ciutat. Fou un regal de l'Ajuntament al poble de Manacor. L'arquitecte català i col·laborador d'Antoni Gaudí, Joan Rubió fou l'autor dels plànols i l'obra fou executada pel mestre Damet.
Un dels elements a destacar és una bassa excavada al terra per on es baixava a la font, encara que actualment ja no tengui aquesta funció. D'altra banda, el conjunt arquitectònic és aixecat per dues columnes inclinades de manera convergent. La peanya, de formes sinuoses, és decorada amb un trencadís de rajoles marrons i blanques.
A la part superior es troba el conjunt escultòric, format per un pedestal i una figura femenina: sa Mora. Feta de ferro fos amb motle, l'estàtua representa una dona jove de fisonomia subsahariana. Té els braços alçats i sosté un fanal. Avui en dia, el conjunt artístic encara forma par de l'enllumenat públic.

## Galeria

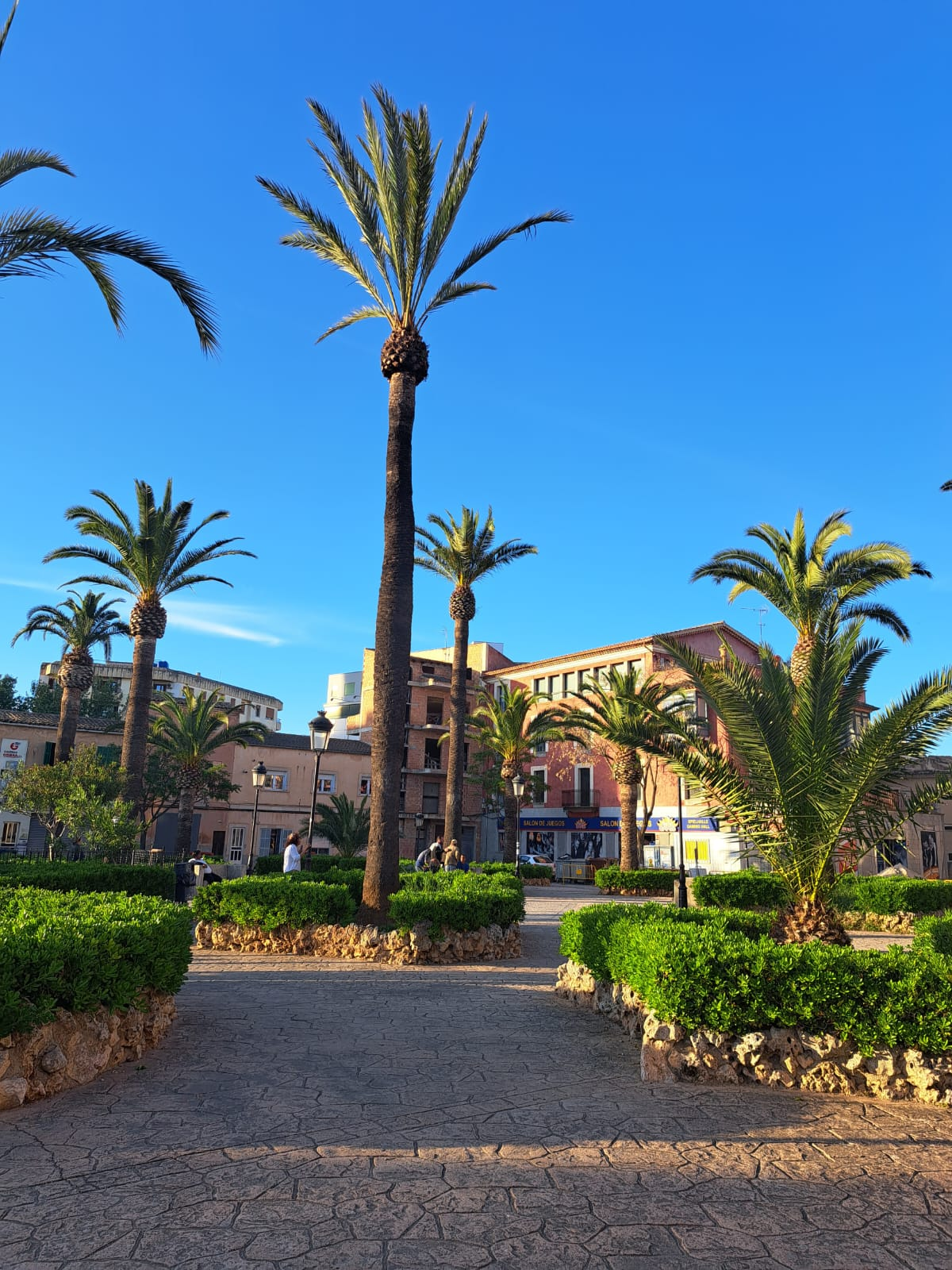
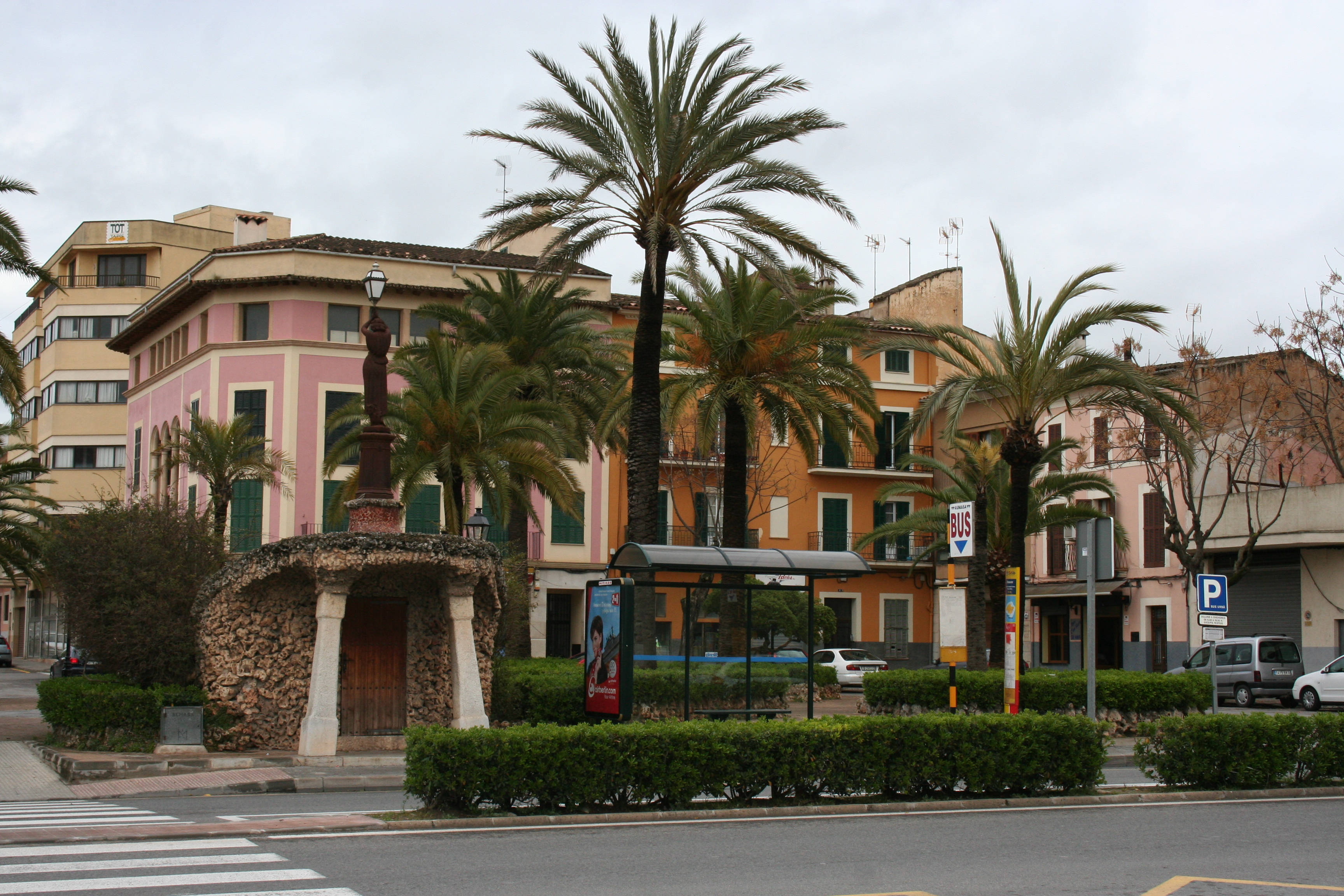
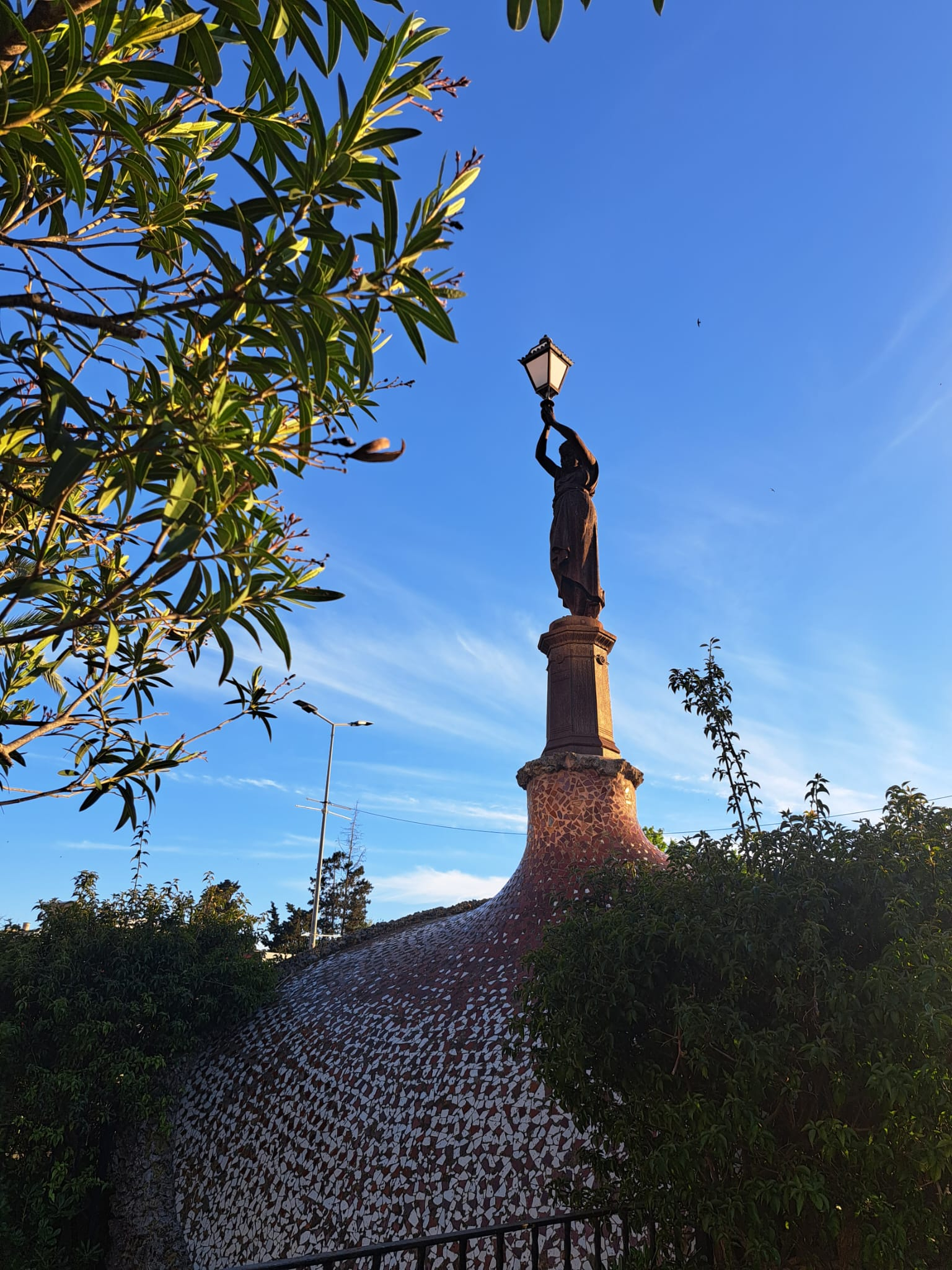
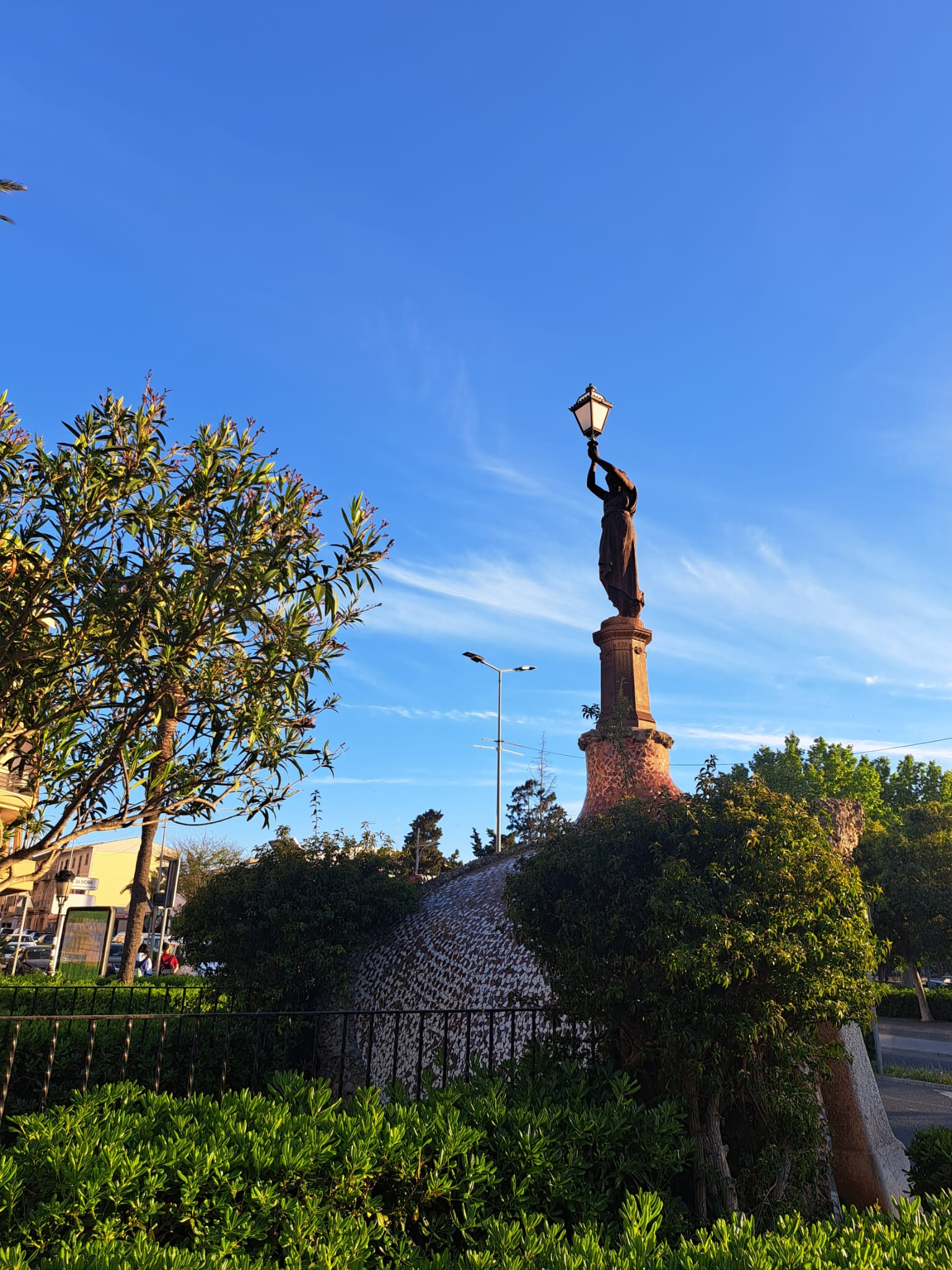
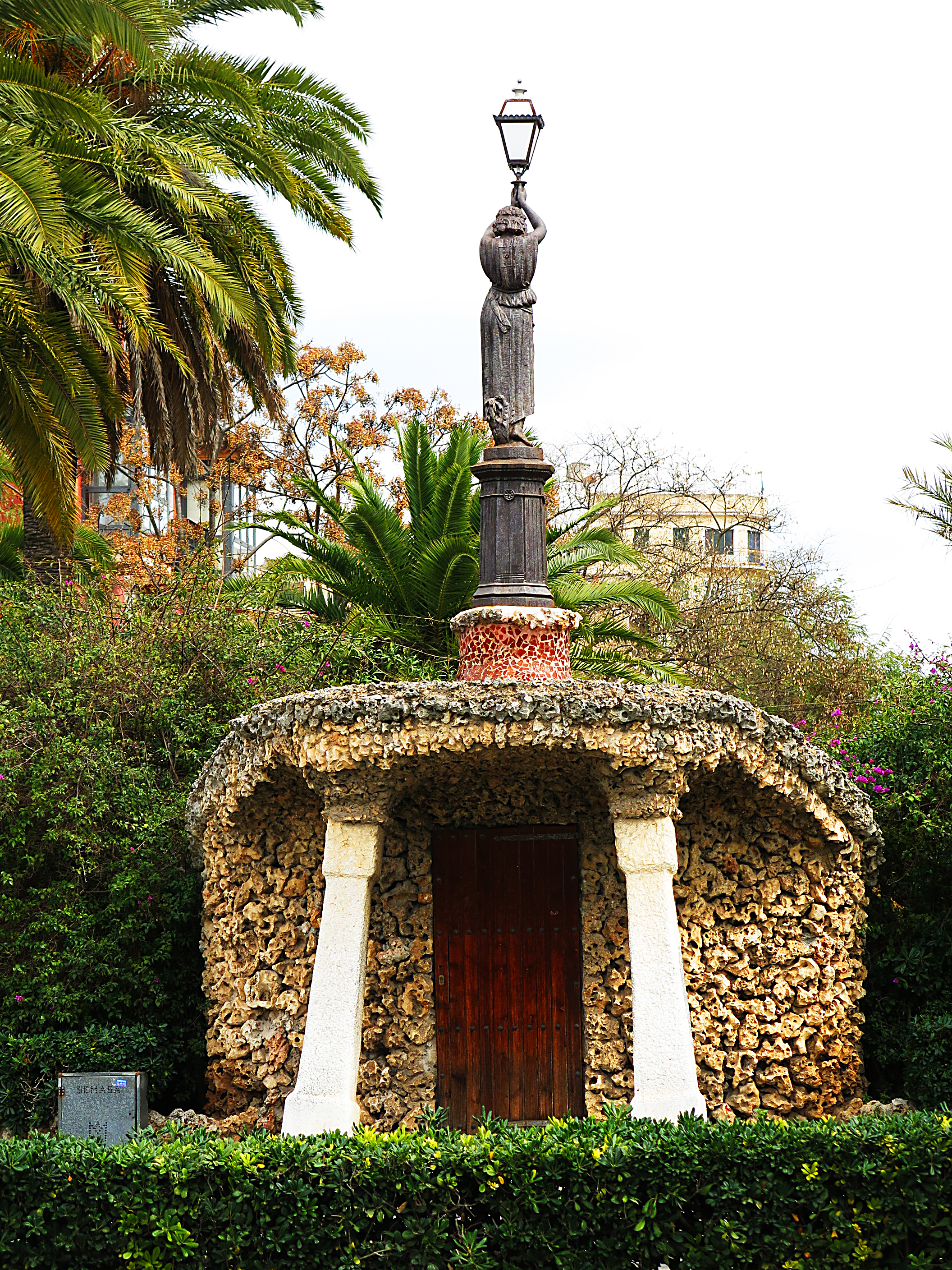